# Nothing in Common
Nothing in Common é um filme de comédia dramática de 1986, dirigido por Garry Marshall. Estrelado por Tom Hanks e Jackie Gleason no que viria a ser o papel último filme de Gleason - ele estava sofrendo de câncer de cólon, câncer de fígado e hemorróidas trombose durante a produção.
O filme, lançado em 1986, não foi um grande sucesso financeiro, mas tornou-se mais popular como a fama de Hanks cresceu.[carece de fontes?] Ele é considerado por alguns[carece de fontes?] por ter sido um papel fundamental na carreira de Hanks porque marcou sua transição de papéis cômicos leves menos desenvolvidos em histórias mais sérias, enquanto muitos críticos[carece de fontes?] também elogiram o desempenho de Gleason.
A música original foi composta por Patrick Leonard. O título da canção realizada por Thompson Twins chegou ao número 54 nas paradas pop dos EUA. O filme foi comercializado com o slogan "Em seu caminho até a escada corporativa, David Basner enfrenta seu maior desafio: o seu pai".

## Sinopse
Um jovem e ambicioso executivo tem sua vida virada de pernas para o ar após a separação de seus pais. O filme fala sobre o amor e a responsabilidade e mostra o confronto entre o jovem e seu velho pai.

## Elenco
- Tom Hanks.... David Basner
- Jackie Gleason.... Max Basner
- Eva Marie Saint.... Lorraine Basner
- Hector Elizondo.... Charlie Gargas
- Barry Corbin.... Andrew Woolridge
- Bess Armstrong.... Donna Mildred Martin
- Sela Ward.... Cheryl Ann Wayne
- John Kapelos.... Roger
- Cindy Harrell.... Shelley
- Carol Messing.... Jane
- Bill Applebaum.... Ted Geller
- Mona Lyden.... Mishi
- Anthony Starke.... Cameron
- Julio Alonso.... Rick
- Jane Morris.... Dale
- Richard Kind.... executivo no bar

## Resposta da crítica
O filme recebeu misturado com críticas positivas dos críticos. Rotten Tomatoes relatos de que 56% dos 18 profissionais críticos deram ao filme uma revisão positiva, com uma pontuação média de 5.8/10.